# Benediktinerabtei Sainte-Marie-Madeleine (Marseille)
Die Benediktinerabtei Sainte-Marie-Madeleine war von 1865 bis 1922 ein Kloster der Benediktiner der Kongregation von Solesmes in Marseille in Frankreich.

## Geschichte

### Gründung
Da es nach dem Untergang der Benediktinerabtei Saint-Victor im 18. Jahrhundert in Marseille kein Benediktinerkloster mehr gab, gründete Abt Prosper Guéranger von Solesmes 1865 mit Hilfe des Kanonikers Alphonse Coulin (1800–1887) in der Rue d’Aubagne 92 das Priorat Sainte-Marie-Madeleine, das 1876 zur Abtei erhoben wurde. Die dazu von Coulin erbaute neu-gotische Kirche steht heute noch.

### Italien. Hautecombe. Ganagobie
1880 wurden die Mönche von der kongregationsfeindlichen Dritten Republik vertrieben und zogen sich in ein Privathaus am Stadtrand zurück (in Saint-Barnabé). 1901 gingen sie ins Exil nach Italien, zuerst nach San Remo, dann nach Acquafredda bei Brescia, schließlich von 1910 bis 1922 nach Chiari. Von 1922 bis 1992 besiedelten sie das Kloster Hautecombe, von wo sie in die Abtei Ganagobie wechselten, die ihnen seit 1891 gehörte und wo sie umfangreiche Restaurierungs- und Ausbauarbeiten durchgeführt hatten.

### Prioren und Äbte
- 1865–1871: Onésime Menault (* 1825; † in der Abtei Santo Domingo de Silos)
- 1871–1876: Louis Le Menant des Chesnaies
- 1876–1920: Jacques-Christophe Gauthey (1833–1920)